# Nagasaki Kaidō

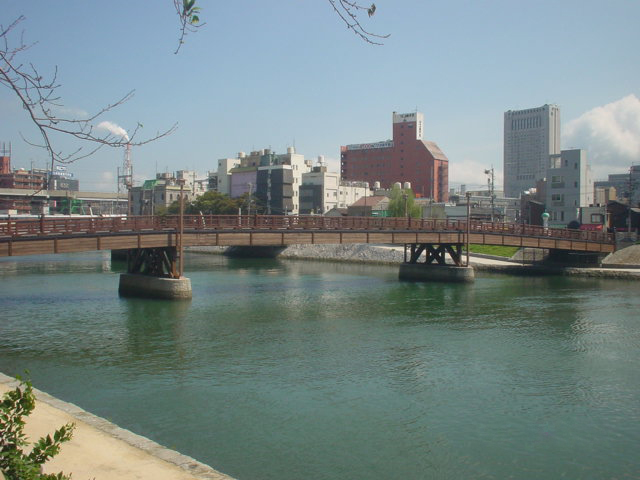
Tokiwa-Brücke in Kokura

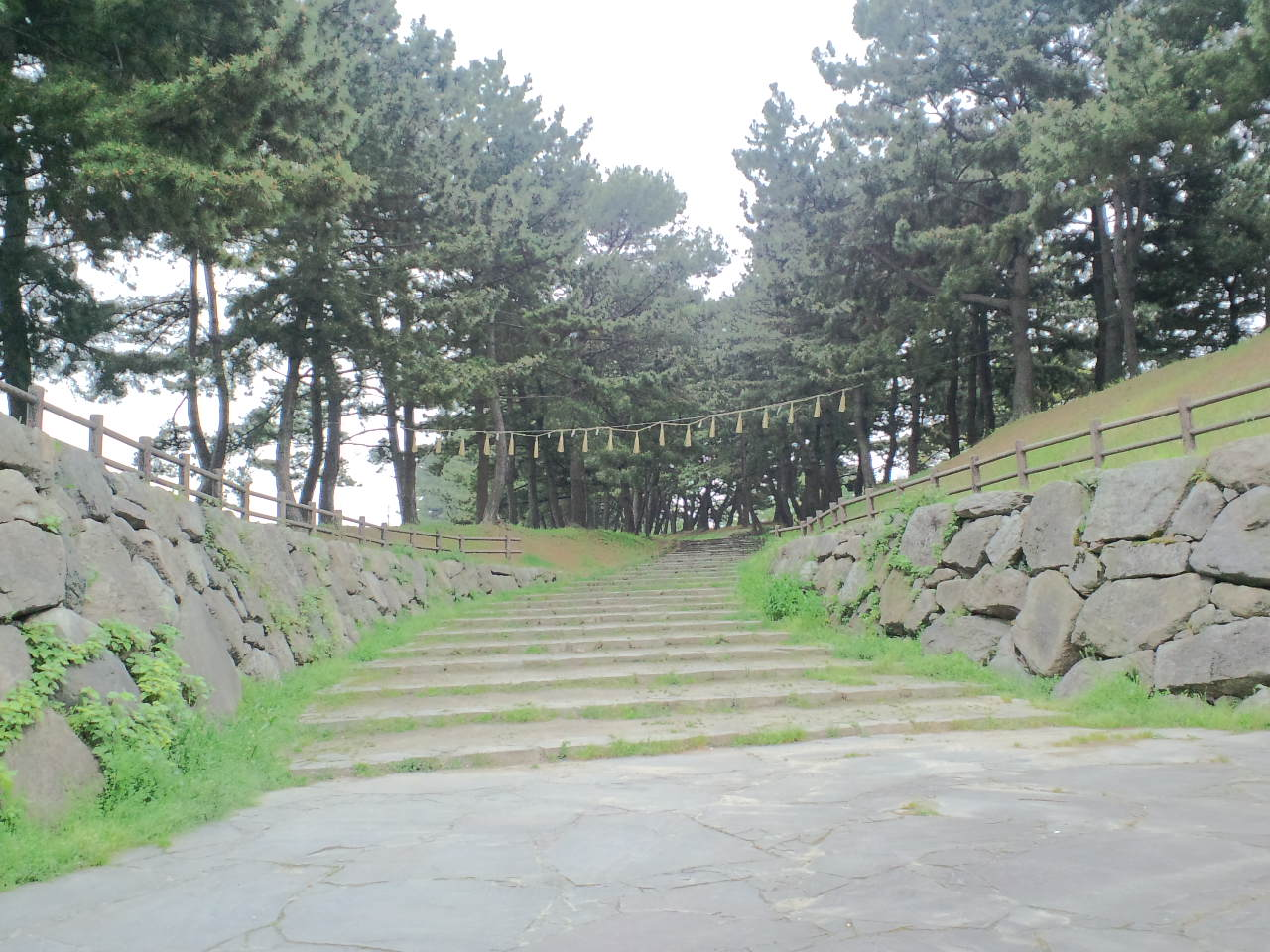
Restaurierte Strecke der Nagasaki-Überlandstraße bei Magari (Kokura)

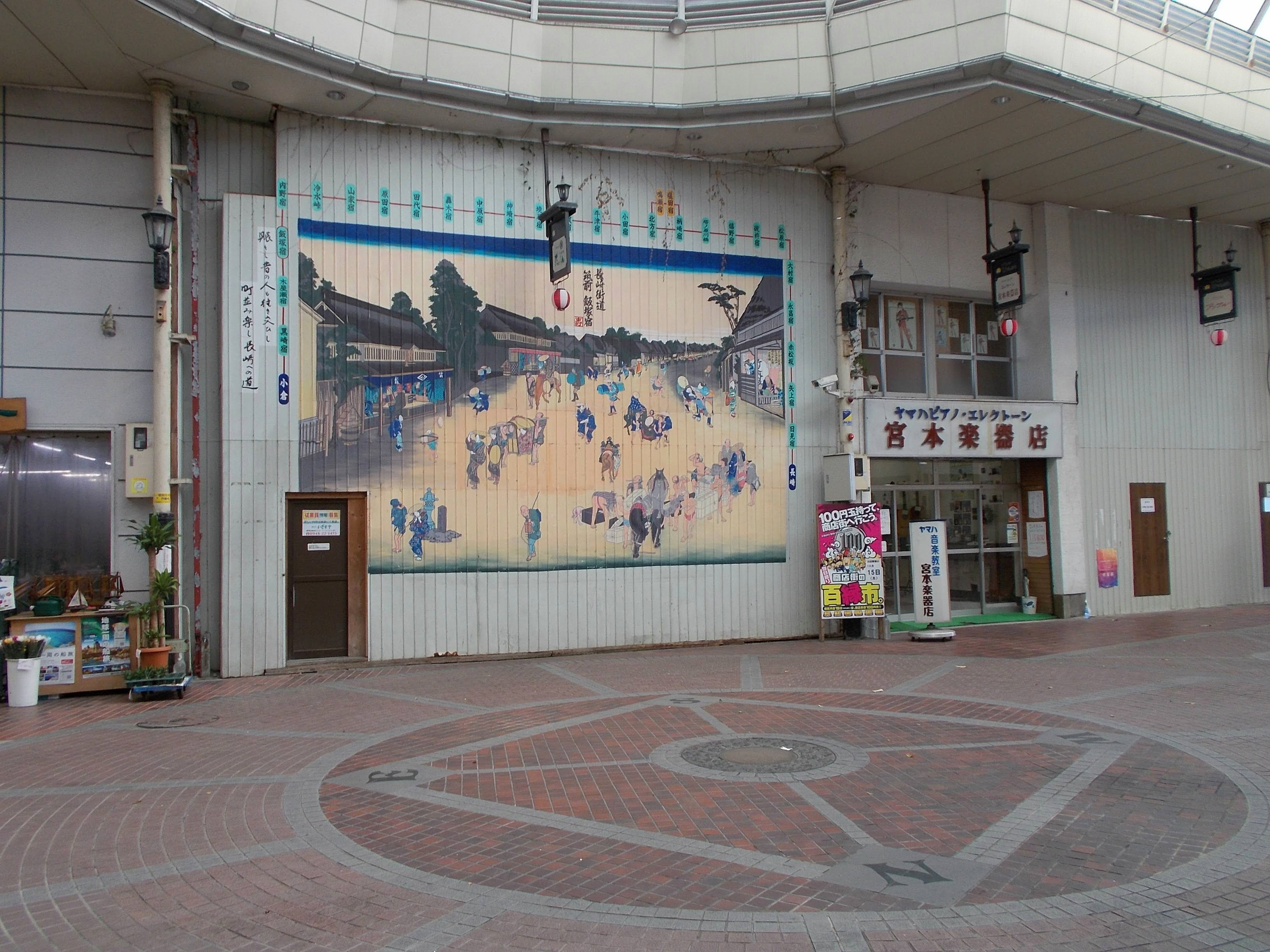
Die Straßenkunst von Iizuka-shuku in der Higashimachi-Einkaufspassage, Iizuka

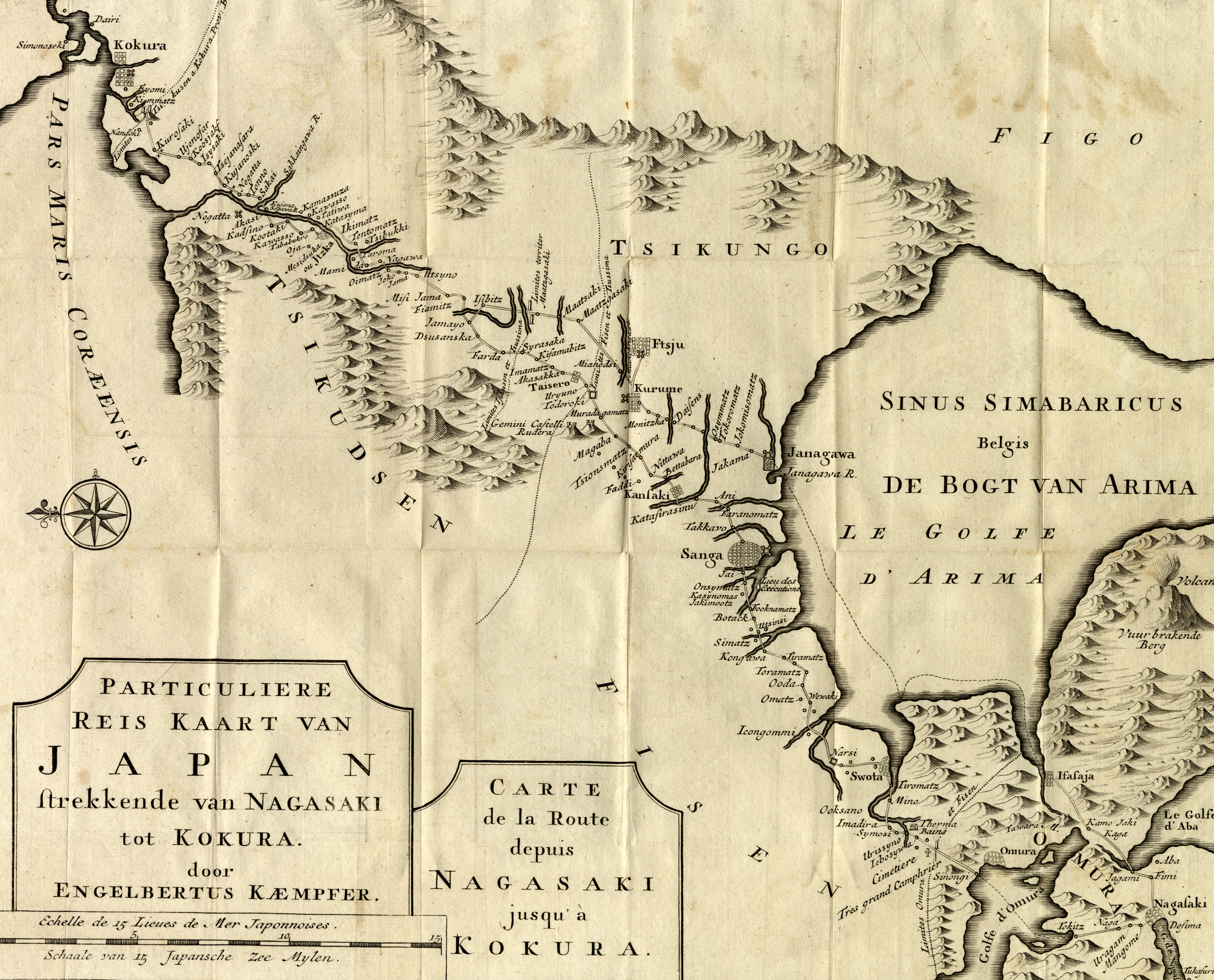
Karte der Nagasaki-Überlandstraße, auf zwei Reisen in den Jahren 1690 und 1691 angefertigt von Engelbert Kaempfer

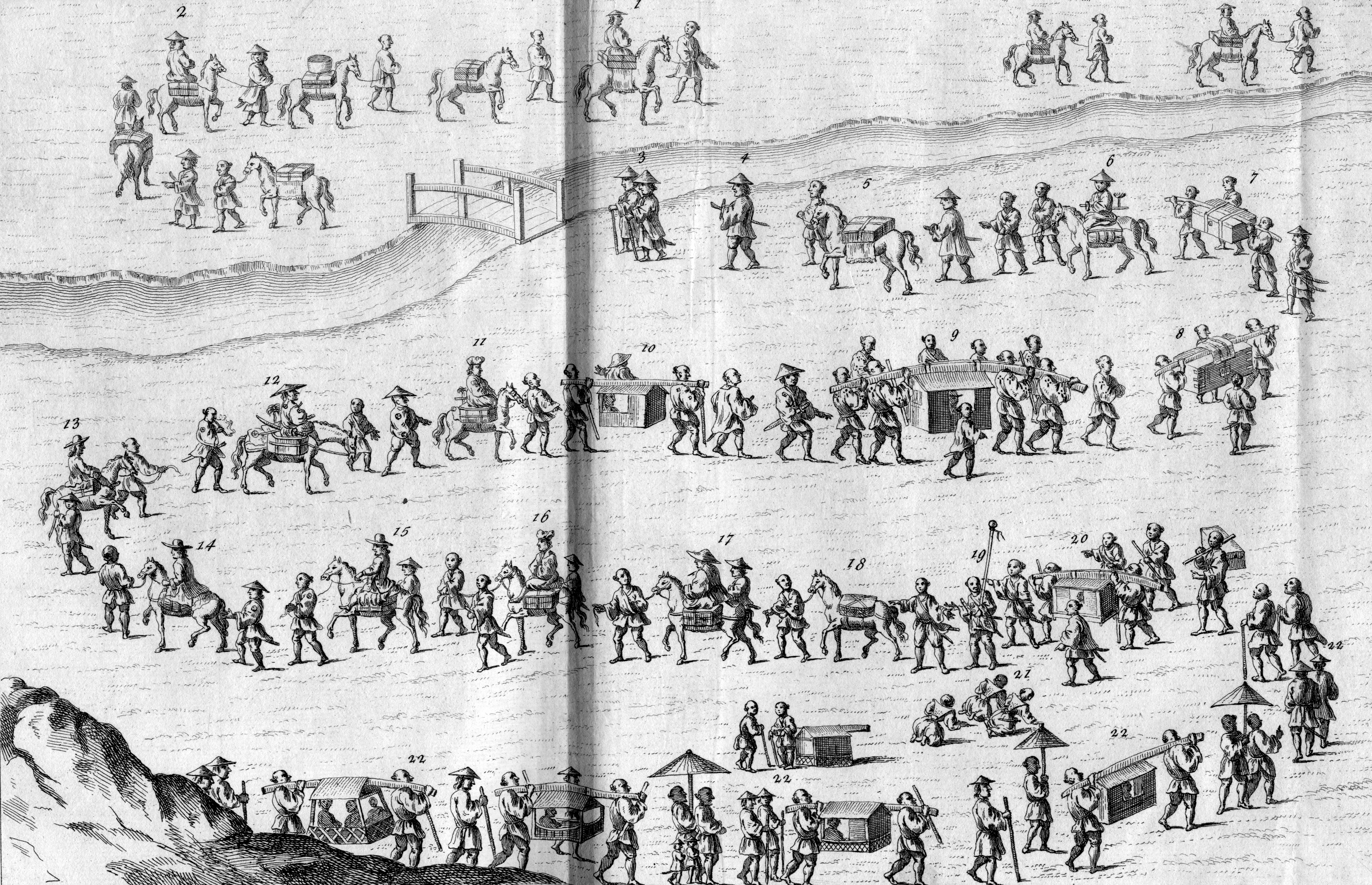
Engelbert Kaempfers Reisegruppe auf der Nagasaki-Überlandstraße (The History of Japan. London 1727)

Die Nagasaki-Überlandstraße (Nagasaki Kaidō, jap. 長崎街道) war in der frühen Neuzeit Japans die wichtigste Fernstraße der Insel Kyūshū, die von Kokura bis Nagasaki verlief, dem bis Mitte des 19. Jhs. einzigen Anlaufhafen für chinesische und niederländische Schiffe. Dies war zugleich die Route, welche die meisten Landesherren der Region nutzten, wenn sie im Rahmen des ihnen auferlegten Aufwartungssystems (sankin kotai) nach Edo zogen. Und auch die Leiter der niederländischen Faktorei Dejima durchquerten anlässlich der sogenannten ‚Hofreise’ auf dieser Strecke Kyushu. Reisende brauchten für die rund 228 km (57 ri) gewöhnlich eine Woche.

## Ruhe- und Übernachtungsstationen
Wie auf den anderen Verkehrsstraßen Japans waren auch hier den durchschnittlichen Tagesstrecken angepasste Ruhe- und Übernachtungsstationen (shukuba) eingerichtet worden mit Teehäusern, Herbergen, Pferdestallungen, vielerlei Händlern und einem Platz für Anschlag-Tafeln der Behörden. Im Jahre 1705 gab es zwischen Kokura und Nagasaki insgesamt 25 dieser Stationen.
Ausgangspunkt: Tokiwa-Brücke (Tokiwabashi, 常盤橋) (heute: Kokurakita-ku, Kitakyūshū, Präfektur Fukuoka)
1. Kurosaki-shuku (黒崎宿) (heute: Kitakyūshū)
2. Koyanose-shuku (木屋瀬宿) (heute: Kitakyūshū)
3. Iizuka-shuku (飯塚宿) (heute: Iizuka)
4. Uchino-shuku (内野宿) (heute: Iizuka)
5. Yamae-shuku (山家宿) (heute: Chikushino)
6. Haruda-shuku (原田宿) (heute: Chikushino)
7. Tashiro-shuku (田代宿) (heute: Tosu, Präfektur Saga)
8. Todoroki-shuku (轟木宿) (heute: Tosu)
9. Nakabaru-shuku (中原宿) (heute: Miyaki, Kreis Miyaki)
10. Kanzaki-shuku (神埼宿) (Kanzaki)
11. Sakaibaru-shuku (境原宿) (heute: Kanzaki)
12. Saga-shuku (佐賀宿) (heute: Saga)
13. Ushizu-shuku (牛津宿) (heute: Ogi)
14. Oda-shuku (小田宿) (heute: Kōhoku, Kreis Kishima)
15. Kitagata-shuku (北方宿) oder Naruse-shuku (鳴瀬宿) (heute: Takeo)
16. Tsukasaki-shuku (塚崎宿) oder Shiota-shuku (塩田宿) (heute: Takeo)
17. Ureshino-shuku (嬉野宿) (heute: Ureshino)
18. Sonogi-shuku (彼杵宿) (heute: Higashisonogi, Kreis Higashisonogi, Präfektur Nagasaki)
19. Matsubara-shuku (松原宿) (heute: Ōmura)
20. Ōmura-shuku (大村宿) (heute: Ōmura)
21. Eishō-shuku (永昌宿) (heute: Isahaya)
22. Yagami-shuku (矢上宿) (heute: Nagasaki)
23. Himi-shuku (日見宿) (heute: Nagasaki)

Endpunkt: Nagasaki

## Westliche Beschreibungen
Die Strecke und die wichtigsten Ortschaften wurden schon früh von europäischen Reisenden beschrieben. Die erste umfangreiche Schilderung anhand der Reisetagebüchern der  Faktorei-Leiter publizierte Arnoldus Montanus 1669 in den „Gedenkwaerdige Gesantschappen der Oost-Indische Maetschappy in't Vereenigde Nederland, aen de Kaisaren van Japan“ (deutsch 1669/70). Einen großen Einfluss erzielten weiter Engelbert Kaempfers Beschreibung in „The History of Japan“ (1727, deutsch 1777–79), Carl Peter Thunbergs „Resa uti Europa, Africa, Asia förråttad Åren 1770-1779“ (1788; deutsch 1792) und für das 19. Jahrhundert vor allem Philipp Franz von Siebolds „NIPPON“.